# ピカルディー美術館
ピカルディー美術館(Musée de Picardie)は、フランスのアミアンにある美術館である。

## 沿革
1802年に創設。

## コレクション
15世紀から18世紀の絵画が中心だが、バルテュス、フランシス・ピカビアなども展示している。また、彫刻も多い。象徴主義の画家ピエール・ピュヴィス・ド・シャヴァンヌが装飾を手がけているため、美術館内で彼の壁画を見ることができる。

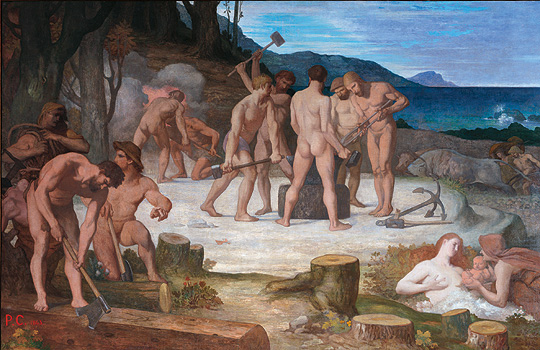
Work, ピエール・ピュヴィス・ド・シャヴァンヌ, 1863
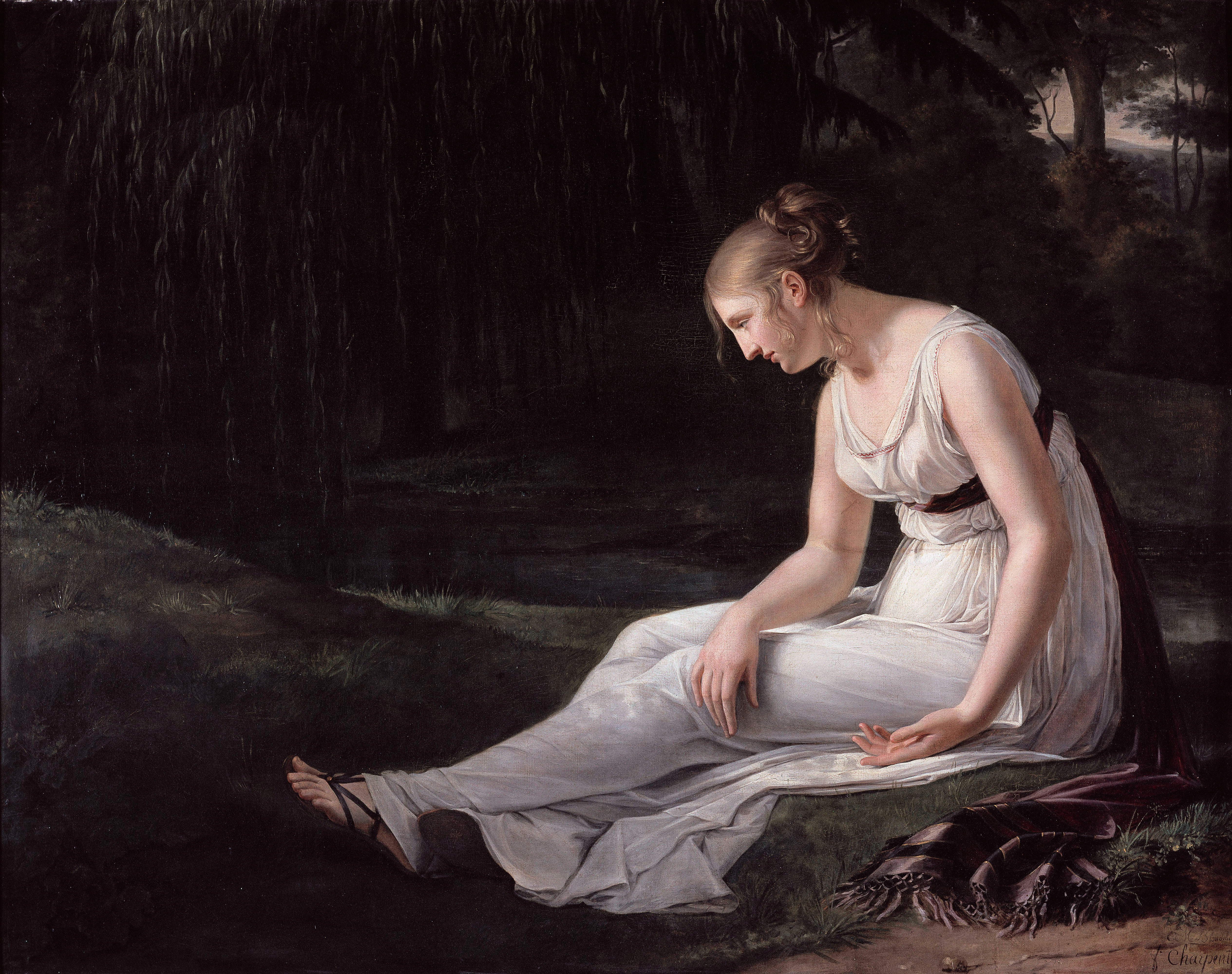
『メランコリー』(1801) コンスタンス＝マリー・シャルパンティエ

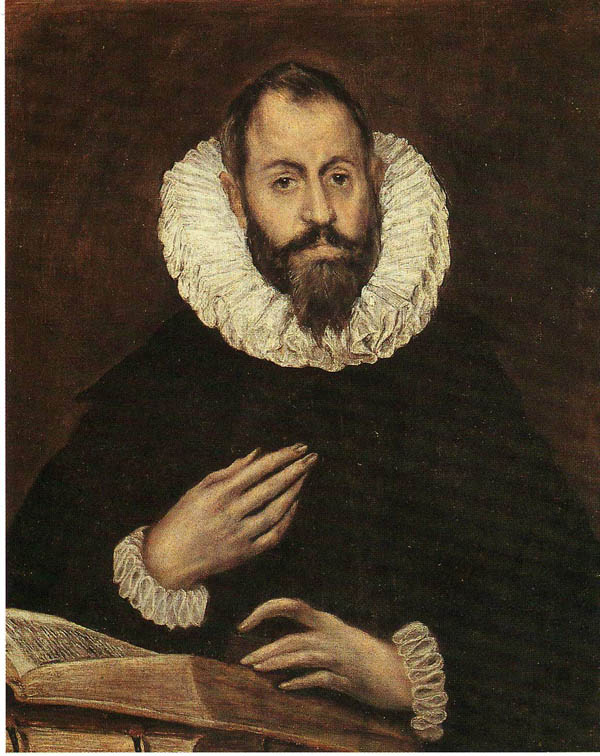
『男性像』, エル・グレコ, 1600-1610
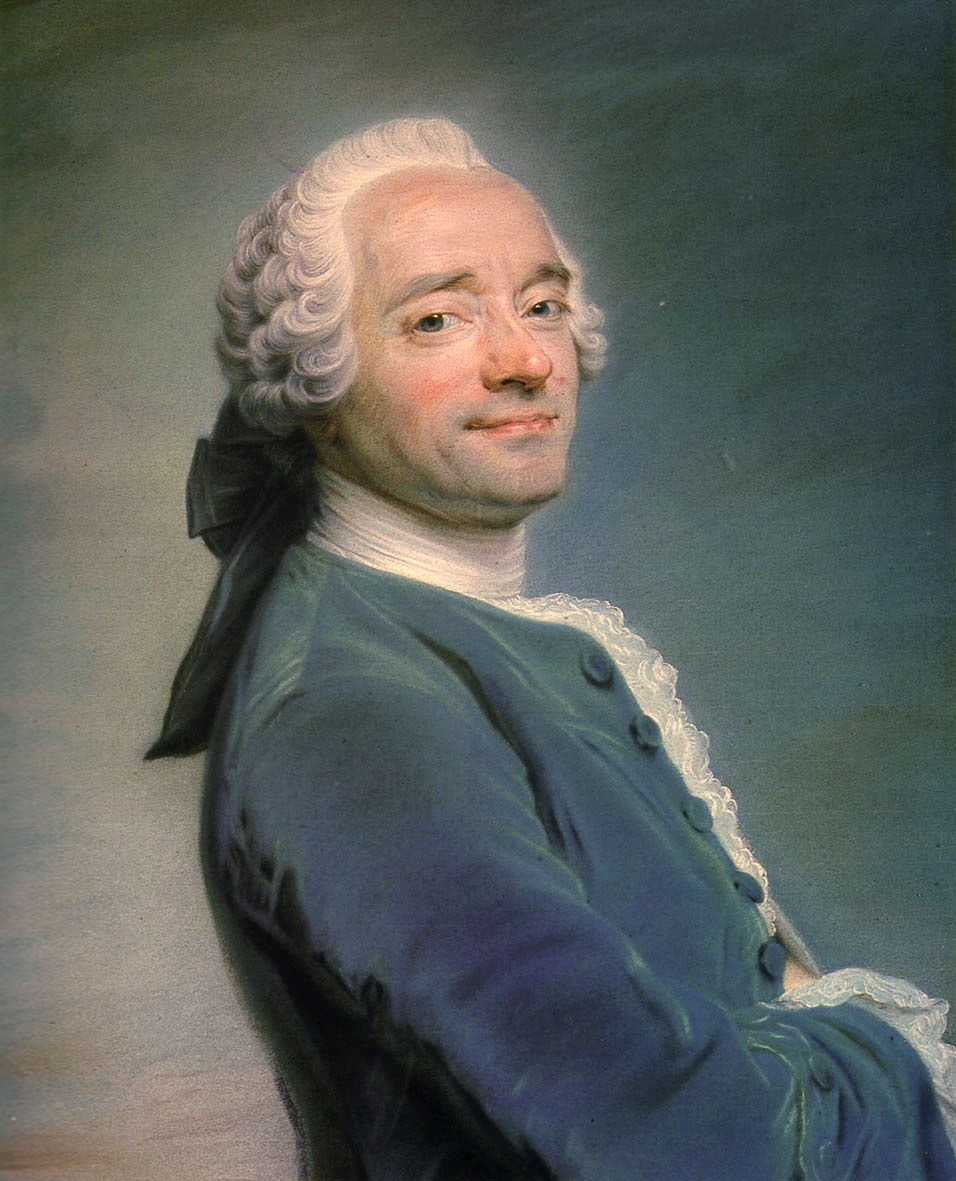
『自画像』, モーリス・カンタン・ド・ラ・トゥール, 1751
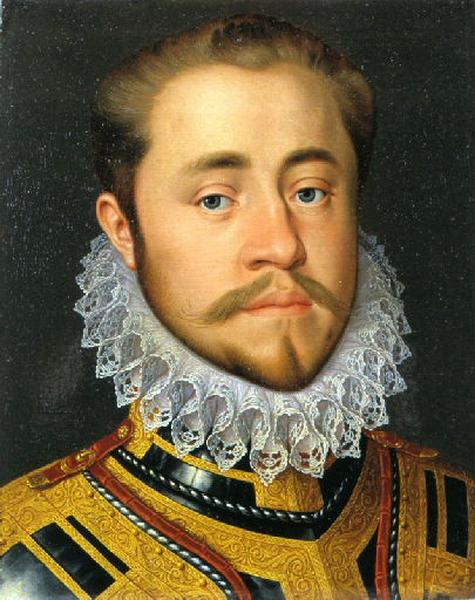
『武具を着た領主の肖像画』, ピーテル・プルビュス,(16世紀後半)
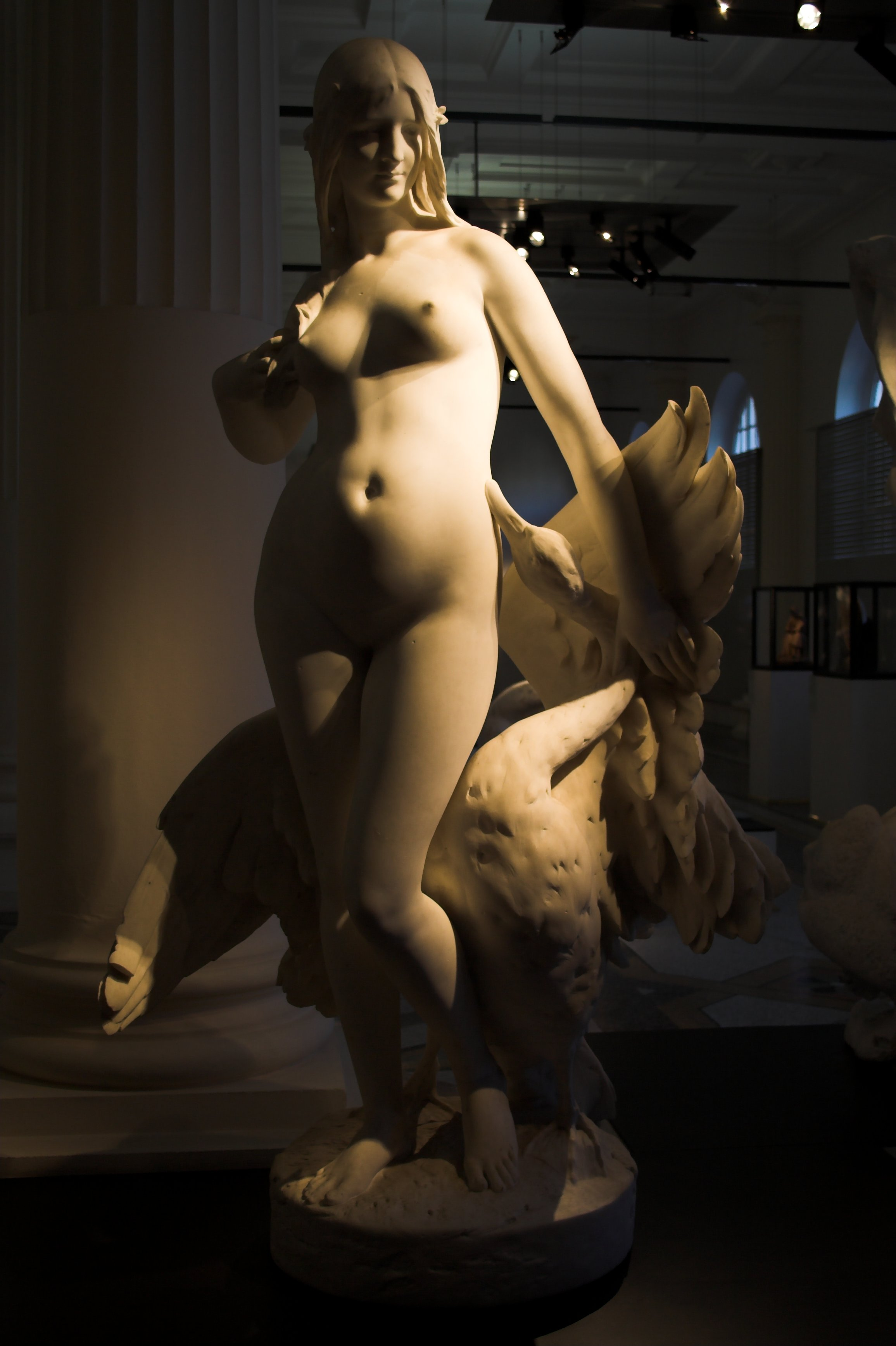
『レダと白鳥』(彫刻) ジュール・ルーロー